# سيرجيو مارتينيز (دراج)
سيرجيو مارتينيز هو دراج كوبي، ولد في 8 سبتمبر 1943 في هافانا في كوبا، وتوفي بنفس المكان في 2 أكتوبر 1979.

## وصلات خارجية
- سيرجيو مارتينيز على موقع أرشيف الدراجات (الإنجليزية)
- سيرجيو مارتينيز على موقع أوليمبيديا (الإنجليزية)